# Llista de monuments de la Marina Alta
Llista de monuments de la Marina Alta inscrits en l'Inventari General del Patrimoni Cultural Valencià per la comarca de la Marina Alta.
S'inclouen els monuments declarats com a Béns d'Interés Cultural (BIC), classificats com a béns immobles sota la categoria de monuments (realitzacions arquitectòniques o d'enginyeria, i obres d'escultura colossal), i els monuments declarats com a Béns immobles de rellevància local (BRL). Estan inscrits en l'Inventari General del Patrimoni Cultural Valencià, en les seccions 1a i 2a respectivament.

## Alcalalí
| Monument                                                                     | Prot.?        | Estil/època                 | Localització                           | Coordenades                                          | Codi?         | Imatge |
| ---------------------------------------------------------------------------- | ------------- | --------------------------- | -------------------------------------- | ---------------------------------------------------- | ------------- | --- |
| Torre Alcalalí                                                               | BIC           | Arquitectura islàmica S.XIV | Alcalalí Pl. Ajuntament                | 38° 44′ 59″ N, 0° 02′ 29″ O / 38.749834°N,0.041381°O | RI-51-0009162 | Torre Alcalalí · Vegeu més fotos d'aquest monument · Carregueu una nova foto d'aquest monument                                                       |
| Castell d'Aixa                                                               | BIC           |                             | Alcalalí Serra de Castell de la Solana | 38° 45′ 52″ N, 0° 00′ 05″ O / 38.764475°N,0.001335°O | 03.30.006-008 | Castell d'Aixa (Alcalalí) · Vegeu més fotos d'aquest monument · Carregueu una nova foto d'aquest monument                                            |
| Església parroquial dels Sant Reis de la Llosa d'Olocaive, o de la Concepció | BRL           |                             | Alcalalí La Llosa d'Olocaive           | 38° 46′ 20″ N, 0° 00′ 25″ O / 38.772317°N,0.006844°O | 03.30.006-003 | Església parroquial dels Sant Reis de la Llosa d'Olocaive (Alcalalí) · Vegeu més fotos d'aquest monument · Carregueu una nova foto d'aquest monument |
| Església parroquial de la Nativitat                                          | BRL           | S.XVIII                     | Alcalalí Pl. Ajuntament                | 38° 44′ 59″ N, 0° 02′ 29″ O / 38.749646°N,0.041419°O | 03.30.006-004 | Església parroquial de la Nativitat (Alcalalí) · Vegeu més fotos d'aquest monument · Carregueu una nova foto d'aquest monument                       |
| Ermita del Calvari                                                           | BRL           | S.XX (1952)                 | Alcalalí C. Ermita, 8                  | 38° 45′ 20″ N, 0° 02′ 31″ O / 38.755503°N,0.041932°O | 03.30.006-005 | Ermita del Calvari (Alcalalí) · Vegeu més fotos d'aquest monument · Carregueu una nova foto d'aquest monument                                        |
| Calvari                                                                      | BRL etnològic |                             | Alcalalí                               | 38° 45′ 19″ N, 0° 02′ 31″ O / 38.755167°N,0.041833°O | 03.30.006-007 | Carregueu una nova foto d'aquest monument |

## L'Atzúbia
| Monument                                  | Prot.? | Estil/època                                           | Localització                      | Coordenades                                          | Codi?         | Imatge |
| ----------------------------------------- | ------ | ----------------------------------------------------- | --------------------------------- | ---------------------------------------------------- | ------------- | --- |
| Castell de Forna                          | BIC    | Gòtic S.XIII torre N-E; S.XIV; S.XVI                  | L'Atzúbia Tossal proper a la vila | 38° 52′ 20″ N, 0° 10′ 15″ O / 38.872222°N,0.170833°O | RI-51-0009260 | Castell de Forna (l'Atzúbia) · Vegeu més fotos d'aquest monument · Carregueu una nova foto d'aquest monument                          |
| Muralla del poblat ibèric de la Moleta    | BIC    |                                                       | L'Atzúbia La Moleta Nova          | 38° 51′ 04″ N, 0° 09′ 00″ O / 38.851177°N,0.150076°O | 03.30.001-004 | Carregueu una nova foto d'aquest monument                                                                                             |
| Església parroquial de Sant Vicent Ferrer | BRL    | Barroc S.XVIII; S.XIX ampliació; S.XX (1964) campanar | L'Atzúbia C. Major, 18            | 38° 50′ 50″ N, 0° 09′ 06″ O / 38.847243°N,0.151561°O | 03.30.001-003 | Església parroquial de Sant Vicent Ferrer (l'Atzúbia) · Vegeu més fotos d'aquest monument · Carregueu una nova foto d'aquest monument |
| Església de Sant Bernat de Forna          | BRL    |                                                       | L'Atzúbia Forna                   | 38° 52′ 32″ N, 0° 10′ 17″ O / 38.875462°N,0.171519°O | 03.30.001-002 | Església de Sant Bernat de Forna (l'Atzúbia) · Vegeu més fotos d'aquest monument · Carregueu una nova foto d'aquest monument          |

## Beniarbeig
| Monument            | Prot.? | Estil/època | Localització                                                          | Coordenades                                        | Codi?         | Imatge |
| ------------------- | ------ | ----------- | --------------------------------------------------------------------- | -------------------------------------------------- | ------------- | --- |
| Muralles de Segària | BIC    |             | Beniarbeig Turó elevat a prop de les planes dels rius Girona i Gorgos | 38° 49′ 57″ N, 0° 01′ 37″ O / 38.8326°N,0.026906°O | RI-51-0011142 | Muralles de Segària (Beniarbeig) · Vegeu més fotos d'aquest monument · Carregueu una nova foto d'aquest monument |

## Benidoleig
| Monument                                  | Prot.? | Estil/època | Localització                    | Coordenades                                          | Codi?         | Imatge |
| ----------------------------------------- | ------ | ----------- | ------------------------------- | ---------------------------------------------------- | ------------- | --- |
| Església parroquial de la Santíssima Sang | BRL    |             | Benidoleig Pl. Vicent Ballester | 38° 47′ 30″ N, 0° 01′ 56″ O / 38.791754°N,0.032086°O | 03.30.030-002 | Església parroquial de la Santíssima Sang (Benidoleig) · Vegeu més fotos d'aquest monument · Carregueu una nova foto d'aquest monument |

## Benigembla
| Monument                          | Prot.? | Estil/època       | Localització        | Coordenades                                         | Codi?         | Imatge |
| --------------------------------- | ------ | ----------------- | ------------------- | --------------------------------------------------- | ------------- | --- |
| Església parroquial de Sant Josep | BRL    | S.XIX (1833-1895) | Benigembla C. Llarg | 38° 45′ 22″ N, 0° 06′ 37″ O / 38.756031°N,0.11014°O | 03.30.029-003 | Església parroquial de Sant Josep (Benigembla) · Vegeu més fotos d'aquest monument · Carregueu una nova foto d'aquest monument |

## Benimeli
| Monument                           | Prot.? | Estil/època           | Localització                              | Coordenades                                          | Codi?         | Imatge |
| ---------------------------------- | ------ | --------------------- | ----------------------------------------- | ---------------------------------------------------- | ------------- | --- |
| Castell de Segària                 | BIC    | Arquitectura islàmica | Benimeli Cara nord d'un turó a 500 metres | 38° 49′ 56″ N, 0° 01′ 54″ O / 38.83228°N,0.031676°O  | RI-51-0011068 | Castell de Segària (Benimeli) · Vegeu més fotos d'aquest monument · Carregueu una nova foto d'aquest monument                 |
| Església parroquial de Sant Andreu | BRL    |                       | Benimeli                                  | 38° 49′ 21″ N, 0° 02′ 31″ O / 38.822606°N,0.041817°O | 03.30.040-002 | Església parroquial de Sant Andreu (Benimeli) · Vegeu més fotos d'aquest monument · Carregueu una nova foto d'aquest monument |

## Benissa
| Monument                                                        | Prot.?        | Estil/època                                                                | Localització                           | Coordenades                                          | Codi?         | Imatge |
| --------------------------------------------------------------- | ------------- | -------------------------------------------------------------------------- | -------------------------------------- | ---------------------------------------------------- | ------------- | --- |
| Llotja de Contractació                                          | BIC           | Gòtic - Renaixement S.XVI-XVII; S.XVIII ampliació i (1774) rellotge de sol | Benissa C. Puríssima, 41               | 38° 42′ 58″ N, 0° 03′ 07″ E / 38.71613°N,0.051887°E  | RI-51-0004710 | Llotja de Contractació (Benissa) · Vegeu més fotos d'aquest monument · Carregueu una nova foto d'aquest monument                              |
| Torre defensiva de la Casa del Tros de les Calcides             | BIC           | S.XVI                                                                      | Benissa Vora el barranc del Baladrar   |                                                      | RI-51-0010494 | Torre defensiva de la Casa del Tros de les Calcides (Benissa) · Vegeu més fotos d'aquest monument · Carregueu una nova foto d'aquest monument |
| La Torreta de Canor                                             | BIC           |                                                                            | Benissa Pròxima al Camí de la Torreta  | 38° 43′ 41″ N, 0° 03′ 51″ E / 38.728103°N,0.064267°E | RI-51-0010495 | La Torreta de Canor (Benissa) · Vegeu més fotos d'aquest monument · Carregueu una nova foto d'aquest monument                                 |
| Església parroquial de la Puríssima Xiqueta i Sant Pere         | BRL           | S.XX (1902-1919); 1958 segon campanar                                      | Benissa Pg. na Dolors Piera Torres     | 38° 42′ 54″ N, 0° 03′ 02″ E / 38.71505°N,0.050533°E  | 03.30.041-004 | Església parroquial de la Puríssima Xiqueta (Benissa) · Vegeu més fotos d'aquest monument · Carregueu una nova foto d'aquest monument         |
| Casa i riurau de Bonaire, o Riurau de Diego Ivars               | BRL           |                                                                            | Benissa Partida de Bonaire, 36         | 38° 43′ 12″ N, 0° 03′ 48″ E / 38.71993°N,0.06334°E   | 03.30.041-006 | Casa i riurau de Bonaire (Benissa) · Vegeu més fotos d'aquest monument · Carregueu una nova foto d'aquest monument                            |
| Convent de la Puríssima Concepció, convent fortificat franciscà | BRL           | S.XVI (1612) obres; S.XVIII capella Comunió                                | Benissa C. Pare Zacarías, 27           | 38° 42′ 51″ N, 0° 02′ 45″ E / 38.714136°N,0.045746°E | 03.30.041-007 | Convent de la Puríssima Concepció (Benissa) · Vegeu més fotos d'aquest monument · Carregueu una nova foto d'aquest monument                   |
| Ermita de Sant Vicent de Pedramala                              | BRL           |                                                                            | Benissa Partida de Pedramala, B-14     | 38° 41′ 19″ N, 0° 04′ 39″ E / 38.68852°N,0.07752°E   | 03.30.041-008 | Ermita de Sant Vicent de Pedramala (Benissa) · Vegeu més fotos d'aquest monument · Carregueu una nova foto d'aquest monument                  |
| Antic Seminari Menor Franciscà                                  | BRL           |                                                                            | Benissa C. d'Escoto, 72                | 38° 42′ 51″ N, 0° 02′ 43″ E / 38.714227°N,0.045313°E | 03.30.041-010 | Antic Seminari Menor Franciscà (Benissa) · Vegeu més fotos d'aquest monument · Carregueu una nova foto d'aquest monument                      |
| Casal Jove                                                      | BRL           |                                                                            | Benissa C. Reverend Francesc Sendra, 2 | 38° 42′ 57″ N, 0° 03′ 03″ E / 38.715897°N,0.050799°E | 03.30.041-011 | Casal Jove (Benissa) · Vegeu més fotos d'aquest monument · Carregueu una nova foto d'aquest monument                                          |
| Ajuntament, antic hospital                                      | BRL           |                                                                            | Benissa Pl. del Portal, 1              | 38° 42′ 59″ N, 0° 03′ 12″ E / 38.716349°N,0.053276°E | 03.30.041-012 | Ajuntament (Benissa) · Vegeu més fotos d'aquest monument · Carregueu una nova foto d'aquest monument                                          |
| Convent de les Monges Franciscanes                              | BRL           |                                                                            | Benissa Pl. del Portal, 4              | 38° 43′ 00″ N, 0° 03′ 12″ E / 38.716611°N,0.05344°E  | 03.30.041-013 | Convent de les Monges Franciscanes (Benissa) · Vegeu més fotos d'aquest monument · Carregueu una nova foto d'aquest monument                  |
| Ermita de Santa Anna                                            | BRL           |                                                                            | Benissa Partida de Santa Anna, 12      | 38° 42′ 33″ N, 0° 03′ 24″ E / 38.70917°N,0.05668°E   | 03.30.041-014 | Ermita de Santa Anna (Benissa) · Vegeu més fotos d'aquest monument · Carregueu una nova foto d'aquest monument                                |
| Ermita dels Lleus                                               | BRL           |                                                                            | Benissa Partida dels Lleus, 23         | 38° 40′ 46″ N, 0° 00′ 48″ E / 38.67934°N,0.01330°E   | 03.30.041-015 | Ermita dels Lleus (Benissa) · Vegeu més fotos d'aquest monument · Carregueu una nova foto d'aquest monument                                   |
| Ermita de Sant Jaume                                            | BRL           |                                                                            | Benissa Partida de Benimarco, 22a      | 38° 42′ 41″ N, 0° 03′ 51″ E / 38.71140°N,0.06428°E   | 03.30.041-016 | Ermita de Sant Jaume (Benissa) · Vegeu més fotos d'aquest monument · Carregueu una nova foto d'aquest monument                                |
| Ermita de Benimarraig                                           | BRL           |                                                                            | Benissa Partida de Benimarraig, 21     | 38° 41′ 26″ N, 0° 02′ 50″ E / 38.690591°N,0.047196°E | 03.30.041-017 | Ermita de Benimarraig (Benissa) · Vegeu més fotos d'aquest monument · Carregueu una nova foto d'aquest monument                               |
| Ermita i escoles de Pinos                                       | BRL           |                                                                            | Benissa Partida de Pinos, 38b i 40     | 38° 40′ 33″ N, 0° 00′ 34″ O / 38.67594°N,0.00944°O   | 03.30.041-018 | Carregueu una nova foto d'aquest monument |
| Ermita de Santa Bàrbara                                         | BRL           |                                                                            | Benissa                                | 38° 40′ 33″ N, 0° 00′ 34″ O / 38.67591°N,0.00940°O   | 03.30.041-031 | Ermita de Santa Bàrbara (Benissa) · Vegeu més fotos d'aquest monument · Carregueu una nova foto d'aquest monument                             |
| Molí d'Aigua del Quisi                                          | BRL etnològic |                                                                            | Benissa Partida del Quisi, 4           | 38° 42′ 06″ N, 0° 03′ 46″ E / 38.70155°N,0.06270°E   | 03.30.041-E13 | Carregueu una nova foto d'aquest monument |

## Calp
| Monument                                          | Prot.? | Estil/època                                                    | Localització                          | Coordenades                                          | Codi?         | Imatge |
| ------------------------------------------------- | ------ | -------------------------------------------------------------- | ------------------------------------- | ---------------------------------------------------- | ------------- | --- |
| La Casa Nova                                      | BIC    | S.XVI-XVII                                                     | Calp Turó al Barranc del Pou Roig     | 38° 39′ 19″ N, 0° 02′ 51″ E / 38.655184°N,0.047563°E | RI-51-0011157 | La Casa Nova (Calp) · Vegeu més fotos d'aquest monument · Carregueu una nova foto d'aquest monument                                      |
| Torre del Castellet                               | BIC    | S.XV; S.XVII                                                   | Calp Turó al nord de la Serra de Toix | 38° 38′ 17″ N, 0° 00′ 32″ E / 38.638027°N,0.008944°E | RI-51-0009192 | Torre del Castellet (Calp) · Vegeu més fotos d'aquest monument · Carregueu una nova foto d'aquest monument                               |
| Muralles de Calp                                  | BIC    |                                                                | Calp                                  | 38° 38′ 43″ N, 0° 02′ 35″ E / 38.6453°N,0.04312°E    | 03.30.047-002 | Muralles de Calp · Vegeu més fotos d'aquest monument · Carregueu una nova foto d'aquest monument                                         |
| Recinte murat de la vila medieval d'Ifac          | BIC    |                                                                | Calp                                  | 38° 38′ 19″ N, 0° 04′ 28″ E / 38.63867°N,0.07431°E   | 03.30.047-011 | Recinte murat de la vila medieval d'Ifac (Calp) · Vegeu més fotos d'aquest monument · Carregueu una nova foto d'aquest monument          |
| Església parroquial de la Mare de Déu de les Neus | BRL    | S.XIV origen; S.XVII-XVIII torre; S.XX (ca 1970) església nova | Calp Pl. Església                     | 38° 38′ 41″ N, 0° 02′ 40″ E / 38.644811°N,0.044468°E | 03.30.047-005 | Església parroquial de la Mare de Déu de les Neus (Calp) · Vegeu més fotos d'aquest monument · Carregueu una nova foto d'aquest monument |

## Castell de Castells
| Monument                          | Prot.? | Estil/època | Localització                            | Coordenades                                          | Codi?         | Imatge |
| --------------------------------- | ------ | ----------- | --------------------------------------- | ---------------------------------------------------- | ------------- | --- |
| Castell àrab de la Serrella       | BIC    |             | Castell de Castells Penya del Castellet | 38° 42′ 22″ N, 0° 12′ 07″ O / 38.70618°N,0.20192°O   | 03.30.054-001 | Carregueu una nova foto d'aquest monument                                                                                               |
| Església parroquial de Santa Anna | BRL    |             | Castell de Castells                     | 38° 43′ 30″ N, 0° 11′ 37″ O / 38.725087°N,0.193723°O | 03.30.054-002 | Església parroquial de Santa Anna (Castell de Castells) · Vegeu més fotos d'aquest monument · Carregueu una nova foto d'aquest monument |

## Dénia
| Monument                    | Prot.? | Estil/època | Localització                | Coordenades                                            | Codi?         | Imatge |
| --------------------------- | ------ | --- | --------------------------- | ------------------------------------------------------ | ------------- | --- |
| Casa fortificada            | BIC    | S.XVIII; S.XIX ampliació | Dénia Partida de Benitzaina | 38° 46′ 04″ N, 0° 07′ 23″ E / 38.767719°N,0.123144°E   | RI-51-0009193 | Casa fortificada (Dénia) · Vegeu més fotos d'aquest monument · Carregueu una nova foto d'aquest monument    |
| Castell i muralles de Dénia | BIC    | S.IX alcassaba i albacara; S.XIII (1297) vila vella; S.XIV-XV torre del Consell; S.XVII (ca1600-1695) palau i escala; S.XVI-XVIII baluards | Dénia Turó del Castell      | 38° 50′ 33″ N, 0° 06′ 26″ E / 38.8425°N,0.107222°E     | RI-51-0010635 | Castell i muralles de Dénia · Vegeu més fotos d'aquest monument · Carregueu una nova foto d'aquest monument |
| Ermita de Sant Joan         | BIC    | Gòtic S.XIV-XV ermita; S.XVI pòrtic | Dénia Partida Sant Joan     | 38° 49′ 17″ N, 0° 06′ 49″ E / 38.82145833°N,0.113625°E | RI-51-0004398 | Ermita de Sant Joan (Dénia) · Vegeu més fotos d'aquest monument · Carregueu una nova foto d'aquest monument |
| Torre Almadrava             | BIC    | S.XVI (1552-1553) | Dénia Partida Almadrava     | 38° 51′ 49″ N, 0° 01′ 20″ E / 38.863517°N,0.022353°E   | RI-51-0009147 | Torre Almadrava (Dénia) · Vegeu més fotos d'aquest monument · Carregueu una nova foto d'aquest monument     |
| Torre Carrals               | BIC    | S.XVI-XVII torre i casa | Dénia Partida Torrecarrals  | 38° 50′ 17″ N, 0° 02′ 34″ E / 38.838102°N,0.042702°E   | RI-51-0009149 | Torre Carrals (Dénia) · Vegeu més fotos d'aquest monument · Carregueu una nova foto d'aquest monument       |
| Torre del Gerro             | BIC    | S.XVI (1552-1553) | Dénia Partida Gerro         | 38° 49′ 12″ N, 0° 09′ 35″ E / 38.819973°N,0.159664°E   | RI-51-0009148 | Torre del Gerro (Dénia) · Vegeu més fotos d'aquest monument · Carregueu una nova foto d'aquest monument     |

## Gata de Gorgos
| Monument                                    | Prot.? | Estil/època    | Localització                         | Coordenades                                          | Codi?         | Imatge |
| ------------------------------------------- | ------ | -------------- | ------------------------------------ | ---------------------------------------------------- | ------------- | --- |
| Ermita del Santíssim Crist del Calvari      | BRL    | S.XVIII (1762) | Gata de Gorgos Partida el Tossalet   | 38° 46′ 24″ N, 0° 05′ 29″ E / 38.773317°N,0.091425°E | 03.30.071-011 | Ermita del Santíssim Crist del Calvari (Gata de Gorgos) · Vegeu més fotos d'aquest monument · Carregueu una nova foto d'aquest monument      |
| Església parroquial de Sant Miquel Arcàngel | BRL    | S.XVIII        | Gata de Gorgos Pl. de l'Església, 18 | 38° 46′ 23″ N, 0° 05′ 03″ E / 38.773139°N,0.084147°E | 03.30.071-007 | Església parroquial de Sant Miquel Arcàngel (Gata de Gorgos) · Vegeu més fotos d'aquest monument · Carregueu una nova foto d'aquest monument |

## Llíber
| Monument                                     | Prot.?        | Estil/època | Localització     | Coordenades                                          | Codi?         | Imatge |
| -------------------------------------------- | ------------- | ----------- | ---------------- | ---------------------------------------------------- | ------------- | --- |
| Calvari                                      | BRL etnològic |             | Llíber           | 38° 44′ 38″ N, 0° 00′ 21″ E / 38.74389°N,0.00583°E   | 03.30.085-001 | Calvari (Llíber) · Carregueu una nova foto d'aquest monument                                                                          |
| Església parroquial dels Sants Cosme i Damià | BRL           | S.XVIII     | Llíber Pl. Major | 38° 44′ 36″ N, 0° 00′ 22″ E / 38.743421°N,0.006225°E | 03.30.085-002 | Església parroquial dels Sants Cosme i Damià (Llíber) · Vegeu més fotos d'aquest monument · Carregueu una nova foto d'aquest monument |

## Murla
| Monument                                            | Prot.?        | Estil/època                                                                  | Localització                     | Coordenades                                          | Codi?         | Imatge |
| --------------------------------------------------- | ------------- | ---------------------------------------------------------------------------- | -------------------------------- | ---------------------------------------------------- | ------------- | --- |
| Castell-Església parroquial de Sant Miquel Arcàngel | BIC           | Arquitectura medieval - Historicista - Neogòtic S.XVI; S.XVIII, (1861) torre | Murla C. Diputació Provincial, 3 | 38° 45′ 35″ N, 0° 05′ 00″ O / 38.759671°N,0.083224°O | RI-51-0010668 | Castell-Església parroquial de Sant Miquel Arcàngel (Murla) · Vegeu més fotos d'aquest monument · Carregueu una nova foto d'aquest monument |
| Calvari                                             | BRL etnològic |                                                                              | Murla                            | 38° 45′ 41″ N, 0° 05′ 04″ O / 38.76136°N,0.08435°O   | 03.30.091-002 | Carregueu una nova foto d'aquest monument                                                                                                   |
| Ermita de Sant Sebastià                             | BRL           |                                                                              | Murla                            | 38° 45′ 47″ N, 0° 05′ 06″ O / 38.76300°N,0.08501°O   | 03.30.091-003 | Ermita de Sant Sebastià (Murla) · Vegeu més fotos d'aquest monument · Carregueu una nova foto d'aquest monument                             |
| Ermita de la Sang                                   | BRL           |                                                                              | Murla                            | 38° 45′ 38″ N, 0° 04′ 57″ O / 38.760580°N,0.082634°O | 03.30.091-004 | Ermita de la Sang (Murla) · Vegeu més fotos d'aquest monument · Carregueu una nova foto d'aquest monument                                   |

## Ondara
| Monument                                      | Prot.? | Estil/època        | Localització                          | Coordenades                                          | Codi?         | Imatge |
| --------------------------------------------- | ------ | ------------------ | ------------------------------------- | ---------------------------------------------------- | ------------- | --- |
| Casa Forta dels carrers Dénia i Sol           | BIC    |                    | Ondara Carrers Dénia i Sol            | 38° 49′ 39″ N, 0° 01′ 09″ E / 38.827479°N,0.019305°E | RI-51-0011178 | Casa Forta (Ondara) · Vegeu més fotos d'aquest monument · Carregueu una nova foto d'aquest monument                        |
| Torre del Rellotge (formava part del castell) | BIC    |                    | Ondara Pl. Mercat - c. Lluís Santonja | 38° 49′ 40″ N, 0° 01′ 05″ E / 38.827848°N,0.018133°E | RI-51-0009282 | Torre del Rellotge (Ondara) · Vegeu més fotos d'aquest monument · Carregueu una nova foto d'aquest monument                |
| Convent de Mínims, actual Ajuntament          | BRL    | Renaixement S.XVII | Ondara Pl. del Convent                | 38° 49′ 41″ N, 0° 01′ 01″ E / 38.828183°N,0.016986°E | 03.30.095-012 | Convent de Mínims (Ondara) · Vegeu més fotos d'aquest monument · Carregueu una nova foto d'aquest monument                 |
| Església parroquial de Santa Anna             | BRL    |                    | Ondara                                | 38° 49′ 37″ N, 0° 01′ 04″ E / 38.827080°N,0.017799°E | 03.30.095-014 | Església parroquial de Santa Anna (Ondara) · Vegeu més fotos d'aquest monument · Carregueu una nova foto d'aquest monument |

## Orba
| Monument                            | Prot.? | Estil/època | Localització               | Coordenades                                          | Codi?         | Imatge |
| ----------------------------------- | ------ | ----------- | -------------------------- | ---------------------------------------------------- | ------------- | --- |
| Castell d'Orba                      | BIC    |             | Orba Al sud-oest del poble | 38° 46′ 19″ N, 0° 03′ 59″ O / 38.772081°N,0.066423°O | 03.30.097-001 | Castell d'Orba · Modifica el valor a Wikidata · Carregueu una nova foto d'aquest monument                                  |
| Església parroquial de la Nativitat | BRL    |             | Orba                       | 38° 46′ 49″ N, 0° 03′ 51″ O / 38.780308°N,0.064096°O | 03.30.097-003 | Església parroquial de la Nativitat (Orba) · Vegeu més fotos d'aquest monument · Carregueu una nova foto d'aquest monument |

## Pedreguer
| Monument                             | Prot.? | Estil/època                                                                  | Localització                    | Coordenades                                         | Codi?         | Imatge |
| ------------------------------------ | ------ | ---------------------------------------------------------------------------- | ------------------------------- | --------------------------------------------------- | ------------- | --- |
| Masia fortificada Albardanera        | BIC    | Neoclassicisme                                                               | Pedreguer Partida Albardanera   | 38° 49′ 07″ N, 0° 02′ 47″ E / 38.81874°N,0.04634°E  | RI-51-0011111 | Masia fortificada Albardanera (Pedreguer) · Vegeu més fotos d'aquest monument · Carregueu una nova foto d'aquest monument        |
| Castellet de l'Ocaive                | BIC    |                                                                              | Pedreguer Al sud-oest del poble | 38° 46′ 43″ N, 0° 00′ 51″ E / 38.7785°N,0.0143028°E | 03.30.101-010 | Castell d'Olocaiba (Pedreguer) · Vegeu més fotos d'aquest monument · Carregueu una nova foto d'aquest monument                   |
| Església parroquial de la Santa Creu | BRL    | S.XVI (1574); S.XVIII (1775) capella Comunió i altar major; S.XIX (1831) cor | Pedreguer Pl. Major             | 38° 47′ 37″ N, 0° 02′ 04″ E / 38.79358°N,0.034533°E | 03.30.101-002 | Església parroquial de la Santa Creu (Pedreguer) · Vegeu més fotos d'aquest monument · Carregueu una nova foto d'aquest monument |

## Pego
| Monument                                     | Prot.?        | Estil/època                                                                               | Localització                    | Coordenades                                          | Codi?         | Imatge |
| -------------------------------------------- | ------------- | ----------------------------------------------------------------------------------------- | ------------------------------- | ---------------------------------------------------- | ------------- | --- |
| Castell d'Ambra                              | BIC           | Arquitectura islàmica - Arquitectura medieval                                             | Pego Turó al sud de la població | 38° 49′ 50″ N, 0° 08′ 11″ O / 38.830425°N,0.136442°O | RI-51-0011110 | Castell d'Ambra (Pego) · Vegeu més fotos d'aquest monument · Carregueu una nova foto d'aquest monument                    |
| Recinte murallat de Pego                     | BIC           | Arquitectura medieval                                                                     | Pego                            | 38° 50′ 31″ N, 0° 07′ 08″ O / 38.842026°N,0.118862°O | RI-51-0011346 | Recinte murallat de Pego · Vegeu més fotos d'aquest monument · Carregueu una nova foto d'aquest monument                  |
| Església o capella de l'Ecce Homo            | BRL           | S.XVIII (1775-1776); S.XIX campanar                                                       | Pego C. Ecce Homo, 10           | 38° 50′ 34″ N, 0° 07′ 03″ O / 38.842787°N,0.117554°O | 03.30.102-010 | Església de l'Ecce Homo (Pego) · Vegeu més fotos d'aquest monument · Carregueu una nova foto d'aquest monument            |
| Calvari                                      | BRL etnològic |                                                                                           | Pego                            | 38° 50′ 15″ N, 0° 07′ 20″ O / 38.8375°N,0.1222°O     | 03.30.102-013 | Carregueu una nova foto d'aquest monument                                                                                 |
| Ermita de Sant Antoni                        | BRL           |                                                                                           | Pego                            | 38° 50′ 22″ N, 0° 05′ 49″ O / 38.83931°N,0.09702°O   | 03.30.102-014 | Ermita de Sant Antoni (Pego) · Vegeu més fotos d'aquest monument · Carregueu una nova foto d'aquest monument              |
| Ermita de Sant Joaquim                       | BRL           |                                                                                           | Pego                            | 38° 50′ 11″ N, 0° 07′ 30″ O / 38.83638°N,0.12497°O   | 03.30.102-015 | Carregueu una nova foto d'aquest monument                                                                                 |
| Col·legio de Sant Antoni, o Col·legi-convent | BRL           | Historicista, neogòtic S.XX (1901), (ca 1980) campanar                                    | Pego Av. Jaume I, 88            | 38° 50′ 15″ N, 0° 06′ 55″ O / 38.837579°N,0.115183°O | 03.30.102-017 | Col·legio de Sant Antoni (Pego) · Vegeu més fotos d'aquest monument · Carregueu una nova foto d'aquest monument           |
| Ermita o capella de Sant Josep               | BRL           |                                                                                           | Pego                            | 38° 50′ 24″ N, 0° 07′ 11″ O / 38.83991°N,0.11959°O   | 03.30.102-020 | Ermita de Sant Josep (Pego) · Vegeu més fotos d'aquest monument · Carregueu una nova foto d'aquest monument               |
| Ermita de Sant Sebastià                      | BRL           |                                                                                           | Pego                            | 38° 50′ 10″ N, 0° 06′ 08″ O / 38.8361°N,0.10225°O    | 03.30.102-021 | Carregueu una nova foto d'aquest monument                                                                                 |
| Ermita de Sant Miquel                        | BRL           | Gòtic S.XVI (1566)                                                                        | Pego C. Sant Miquel, 35         | 38° 50′ 39″ N, 0° 07′ 02″ O / 38.844183°N,0.117149°O | 03.30.102-022 | Ermita de Sant Miquel (Pego) · Vegeu més fotos d'aquest monument · Carregueu una nova foto d'aquest monument              |
| Església parroquial de l'Assumpció           | BRL           | Gòtic, renaixement S.XVI-XVII (ca 1599-1629); S.XVIII (1700-1725) capella Comunió i torre | Pego Pl. Ajuntament             | 38° 50′ 32″ N, 0° 07′ 05″ O / 38.842187°N,0.117996°O | 03.30.102-026 | Església parroquial de l'Assumpció (Pego) · Vegeu més fotos d'aquest monument · Carregueu una nova foto d'aquest monument |

## Els Poblets
| Monument                         | Prot.? | Estil/època | Localització                      | Coordenades                                          | Codi?         | Imatge |
| -------------------------------- | ------ | ----------- | --------------------------------- | ---------------------------------------------------- | ------------- | --- |
| Torre                            | BIC    |             | Els Poblets Propera al nucli urbà | 38° 50′ 51″ N, 0° 00′ 57″ E / 38.84748°N,0.01591°E   | RI-51-0009283 | Torre (els Poblets) · Vegeu més fotos d'aquest monument · Carregueu una nova foto d'aquest monument                            |
| Església parroquial del Salvador | BRL    |             | Els Poblets Pl. del Salvador, 1   | 38° 50′ 53″ N, 0° 00′ 57″ E / 38.848121°N,0.015959°E | 03.30.901-002 | Església parroquial del Salvador (els Poblets) · Vegeu més fotos d'aquest monument · Carregueu una nova foto d'aquest monument |
| Temple de Sant Josep             | BRL    |             | Els Poblets Av. Mestre Vicent, 2  | 38° 50′ 57″ N, 0° 01′ 09″ E / 38.84924°N,0.019288°E  | 03.30.901-003 | Temple de Sant Josep (els Poblets) · Vegeu més fotos d'aquest monument · Carregueu una nova foto d'aquest monument             |

## El Ràfol d'Almúnia
| Monument                           | Prot.? | Estil/època                                      | Localització                                  | Coordenades                                          | Codi?         | Imatge |
| ---------------------------------- | ------ | ------------------------------------------------ | --------------------------------------------- | ---------------------------------------------------- | ------------- | --- |
| Església de Sant Francesc de Paula | BRL    | S.XVI (1535) fundació; S.XVIII (1767) inscripció | El Ràfol d'Almúnia Pl. Sant Francesc de Paula | 38° 49′ 14″ N, 0° 03′ 10″ O / 38.820472°N,0.052725°O | 03.30.110-001 | Església de Sant Francesc de Paula (el Ràfol d'Almúnia) · Vegeu més fotos d'aquest monument · Carregueu una nova foto d'aquest monument |

## Sagra
| Monument                             | Prot.? | Estil/època | Localització | Coordenades                                          | Codi?         | Imatge |
| ------------------------------------ | ------ | ----------- | ------------ | ---------------------------------------------------- | ------------- | --- |
| Església parroquial de Sant Sebastià | BRL    |             | Sagra        | 38° 48′ 40″ N, 0° 03′ 54″ O / 38.811137°N,0.065086°O | 03.30.115-003 | Església parroquial de Sant Sebastià (Sagra) · Vegeu més fotos d'aquest monument · Carregueu una nova foto d'aquest monument |

## Sanet i els Negrals
| Monument                                | Prot.?        | Estil/època                 | Localització                                | Coordenades                                          | Codi?         | Imatge |
| --------------------------------------- | ------------- | --------------------------- | ------------------------------------------- | ---------------------------------------------------- | ------------- | --- |
| Església parroquial de Santa Anna       | BRL           |                             | Sanet i els Negrals                         | 38° 49′ 08″ N, 0° 02′ 02″ O / 38.818981°N,0.033803°O | 03.30.117-001 | Església parroquial de Santa Anna (Sanet i els Negrals) · Vegeu més fotos d'aquest monument · Carregueu una nova foto d'aquest monument |
| Palau de la Senyoria, o Palau de Merita | BRL           | S.XVI; S.XVIII; S.XIX; S.XX | Sanet i els Negrals C. Palau, 2             | 38° 49′ 09″ N, 0° 01′ 57″ O / 38.819076°N,0.0326°O   | 03.30.117-003 | Palau de la Senyoria (Sanet i els Negrals) · Vegeu més fotos d'aquest monument · Carregueu una nova foto d'aquest monument              |
| Creu                                    | BRL           | S. XIX-XX                   | Sanet i els Negrals Pl. Melchor Mut         | 38° 49′ 07″ N, 0° 01′ 57″ O / 38.81849°N,0.03245°O   | 03.30.117-004 | Creu (Sanet i els Negrals) · Modifica el valor a Wikidata · Carregueu una nova foto d'aquest monument                                   |
| Molí de Negrals o Merita                | BRL etnològic | S.XVIII; S.XIX; S.XX        | Sanet i els Negrals Partida Hortes del Molí | 38° 48′ 52″ N, 0° 01′ 47″ O / 38.814470°N,0.029857°O | 03.30.117-005 | Carregueu una nova foto d'aquest monument                                                                                               |
| Molí de Truque                          | BRL etnològic | S.XIX; S.XX                 | Sanet i els Negrals Partida Rivets          | 38° 48′ 48″ N, 0° 01′ 17″ O / 38.81320°N,0.02143°O   | 03.30.117-006 | Carregueu una nova foto d'aquest monument                                                                                               |
| Nucli històric tradicional              | BRL           |                             | Sanet i els Negrals                         | 38° 49′ 09″ N, 0° 02′ 01″ O / 38.8192°N,0.0336°O     | 03.30.117-007 | Carregueu una nova foto d'aquest monument                                                                                               |

## Senija
| Monument                              | Prot.? | Estil/època | Localització | Coordenades                                          | Codi?         | Imatge |
| ------------------------------------- | ------ | ----------- | ------------ | ---------------------------------------------------- | ------------- | --- |
| Església parroquial de Santa Caterina | BRL    |             | Senija       | 38° 43′ 42″ N, 0° 02′ 30″ E / 38.728327°N,0.041796°E | 03.30.125-001 | Església parroquial de Santa Catalina (Senija) · Vegeu més fotos d'aquest monument · Carregueu una nova foto d'aquest monument |

## Teulada
| Monument                                               | Prot.? | Estil/època                                      | Localització                                                   | Coordenades                                          | Codi?         | Imatge |
| ------------------------------------------------------ | ------ | ------------------------------------------------ | -------------------------------------------------------------- | ---------------------------------------------------- | ------------- | --- |
| Castell de Moraira                                     | BIC    | S.XVIII (1737-1742); S.XIX (ca 1870-1880) abandó | Teulada Moraira                                                | 38° 41′ 12″ N, 0° 07′ 58″ E / 38.686703°N,0.132672°E | RI-51-0004773 | Castell de Moraira (Teulada) · Vegeu més fotos d'aquest monument · Carregueu una nova foto d'aquest monument                                     |
| Dues làpides amb inscripció de data a la muralla       | BIC    |                                                  | Teulada Pl. Creu                                               | 38° 43′ 46″ N, 0° 06′ 12″ E / 38.72939°N,0.10332°E   | RI-51-0012048 | Dues làpides amb inscripció de data a la muralla (Teulada) · Vegeu més fotos d'aquest monument · Carregueu una nova foto d'aquest monument       |
| Escut nobiliari de la muralla                          | BIC    |                                                  | Teulada Pl. Creu, 6                                            | 38° 43′ 45″ N, 0° 06′ 12″ E / 38.72929°N,0.103391°E  | RI-51-0012047 | Escut nobiliari de la muralla (Teulada) · Vegeu més fotos d'aquest monument · Carregueu una nova foto d'aquest monument                          |
| Església parroquial de Santa Caterina Màrtir           | BIC    |                                                  | Teulada                                                        | 38° 43′ 46″ N, 0° 06′ 08″ E / 38.72935°N,0.102358°E  | RI-51-0012045 | Església parroquial de Santa Caterina Màrtir (Teulada) · Vegeu més fotos d'aquest monument · Carregueu una nova foto d'aquest monument           |
| Muralles de Teulada                                    | BIC    | S.XVI                                            | Teulada C. Doctor Moll, 21; c. Sant Josep i c. Germanes Oliver | 38° 43′ 45″ N, 0° 06′ 04″ E / 38.729102°N,0.101151°E | RI-51-0012046 | Carregueu una nova foto d'aquest monument |
| Torre del Cap d'Or                                     | BIC    | Renaixement                                      | Teulada Cap d'Or                                               | 38° 41′ 03″ N, 0° 09′ 05″ E / 38.684303°N,0.151464°E | RI-51-0009151 | Torre del Cap d'Or (Teulada) · Vegeu més fotos d'aquest monument · Carregueu una nova foto d'aquest monument                                     |
| Vila murada de Teulada                                 | BIC    |                                                  | Teulada Pl. dels Porxes, c. de Dalt, c. del Mig, c. de Baix    | 38° 43′ 44″ N, 0° 06′ 06″ E / 38.728778°N,0.101719°E | RI-53-0000628 | Carregueu una nova foto d'aquest monument |
| Antic Hospital per a Pobres de Teulada                 | BRL    |                                                  | Teulada C. Germanes Oliver, 24                                 | 38° 43′ 45″ N, 0° 06′ 04″ E / 38.729265°N,0.101065°E | 03.30.128-013 | Antic Hospital per a Pobres de Teulada · Vegeu més fotos d'aquest monument · Carregueu una nova foto d'aquest monument                           |
| Edifici al carrer Cervantes, 5                         | BRL    | Arquitectura medieval                            | Teulada C. Cervantes, 5                                        | 38° 43′ 45″ N, 0° 06′ 11″ E / 38.729097°N,0.10309°E  | 03.30.128-061 | Edifici al carrer Cervantes 5 (Teulada) · Vegeu més fotos d'aquest monument · Carregueu una nova foto d'aquest monument                          |
| Edifici al carrer Colom, 1                             | BRL    | Arquitectura medieval                            | Teulada C. Colom, 1                                            | 38° 43′ 44″ N, 0° 06′ 12″ E / 38.728838°N,0.10345°E  | 03.30.128-047 | Edifici al carrer Colom, 1 (Teulada) · Vegeu més fotos d'aquest monument · Carregueu una nova foto d'aquest monument                             |
| Edifici al carrer Colom, 11                            | BRL    | Arquitectura medieval                            | Teulada C. Colom, 11                                           | 38° 43′ 44″ N, 0° 06′ 11″ E / 38.728801°N,0.102953°E | 03.30.128-053 | Edifici al carrer Colom, 11 (Teulada) · Vegeu més fotos d'aquest monument · Carregueu una nova foto d'aquest monument                            |
| Edifici al carrer Colom, 13                            | BRL    | Arquitectura medieval                            | Teulada C. Colom, 13                                           | 38° 43′ 44″ N, 0° 06′ 10″ E / 38.728782°N,0.102827°E | 03.30.128-054 | Edifici al carrer Colom, 13 (Teulada) · Vegeu més fotos d'aquest monument · Carregueu una nova foto d'aquest monument                            |
| Edifici al carrer Colom, 15                            | BRL    | Arquitectura medieval                            | Teulada C. Colom, 15                                           | 38° 43′ 44″ N, 0° 06′ 10″ E / 38.728769°N,0.102704°E | 03.30.128-055 | Edifici al carrer Colom, 15 (Teulada) · Vegeu més fotos d'aquest monument · Carregueu una nova foto d'aquest monument                            |
| Edifici al carrer Colom, 17                            | BRL    | Arquitectura medieval                            | Teulada C. Colom, 17                                           | 38° 43′ 44″ N, 0° 06′ 09″ E / 38.728761°N,0.102575°E | 03.30.128-056 | Edifici al carrer Colom, 17 (Teulada) · Vegeu més fotos d'aquest monument · Carregueu una nova foto d'aquest monument                            |
| Edifici al carrer Colom, 3                             | BRL    | Arquitectura medieval                            | Teulada C. Colom, 3                                            | 38° 43′ 44″ N, 0° 06′ 12″ E / 38.728853°N,0.103361°E | 03.30.128-048 | Edifici al carrer Colom, 3 (Teulada) · Vegeu més fotos d'aquest monument · Carregueu una nova foto d'aquest monument                             |
| Edifici al carrer Colom, 47 i 49                       | BRL    | Arquitectura medieval                            | Teulada C. Colom, 47 i 49                                      | 38° 43′ 43″ N, 0° 06′ 05″ E / 38.728495°N,0.101446°E | 03.30.128-051 | Edifici al carrer Colom, 47 i 49 (Teulada) · Vegeu més fotos d'aquest monument · Carregueu una nova foto d'aquest monument                       |
| Edifici al carrer Colom, 5                             | BRL    | Arquitectura medieval                            | Teulada C. Colom, 5                                            | 38° 43′ 44″ N, 0° 06′ 12″ E / 38.728838°N,0.103261°E | 03.30.128-049 | Edifici al carrer Colom, 5 (Teulada) · Vegeu més fotos d'aquest monument · Carregueu una nova foto d'aquest monument                             |
| Edifici al carrer Colom, 51                            | BRL    | Arquitectura medieval                            | Teulada C. Colom, 51                                           | 38° 43′ 42″ N, 0° 06′ 05″ E / 38.728472°N,0.101373°E | 03.30.128-052 | Edifici al carrer Colom, 51 (Teulada) · Vegeu més fotos d'aquest monument · Carregueu una nova foto d'aquest monument                            |
| Edifici al carrer Colom, 7                             | BRL    | Arquitectura medieval                            | Teulada C. Colom, 7                                            | 38° 43′ 44″ N, 0° 06′ 11″ E / 38.728834°N,0.103163°E | 03.30.128-050 | Edifici al carrer Colom, 7 (Teulada) · Vegeu més fotos d'aquest monument · Carregueu una nova foto d'aquest monument                             |
| Edifici al carrer Hostal, 14                           | BRL    | Arquitectura medieval                            | Teulada C. Hostal, 14                                          | 38° 43′ 45″ N, 0° 06′ 11″ E / 38.729211°N,0.103125°E | 03.30.128-059 | Edifici al carrer Hostal, 14 (Teulada) · Vegeu més fotos d'aquest monument · Carregueu una nova foto d'aquest monument                           |
| Edifici al carrer Hostal, 16                           | BRL    | Arquitectura medieval                            | Teulada C. Hostal, 16                                          | 38° 43′ 45″ N, 0° 06′ 11″ E / 38.72929°N,0.103098°E  | 03.30.128-060 | Edifici al carrer Hostal, 16 (Teulada) · Vegeu més fotos d'aquest monument · Carregueu una nova foto d'aquest monument                           |
| Edifici al carrer Hostal, 3                            | BRL    | Arquitectura medieval                            | Teulada C. Hostal, 3                                           | 38° 43′ 44″ N, 0° 06′ 11″ E / 38.728954°N,0.103183°E | 03.30.128-057 | Edifici al carrer Hostal, 3 (Teulada) · Vegeu més fotos d'aquest monument · Carregueu una nova foto d'aquest monument                            |
| Edifici al carrer Hostal, 7                            | BRL    | Arquitectura medieval                            | Teulada C. Hostal, 7                                           | 38° 43′ 45″ N, 0° 06′ 11″ E / 38.72917°N,0.103123°E  | 03.30.128-058 | Edifici al carrer Hostal, 7 (Teulada) · Vegeu més fotos d'aquest monument · Carregueu una nova foto d'aquest monument                            |
| Edifici al carrer Migdia, 7                            | BRL    | S.XVIII                                          | Teulada C. Migdia, 7 - c. Colom, 26                            | 38° 43′ 44″ N, 0° 06′ 09″ E / 38.728773°N,0.102452°E | 03.30.128-080 | Edifici al carrer Migdia, 7 (Teulada) · Vegeu més fotos d'aquest monument · Carregueu una nova foto d'aquest monument                            |
| Edifici al carrer Cervantes, 7                         | BRL    | Arquitectura medieval                            | Teulada C. Cervantes, 7                                        | 38° 43′ 45″ N, 0° 06′ 11″ E / 38.729077°N,0.10301°E  | 03.30.128-062 | Edifici al carrer Cervantes, 7 (Teulada) · Vegeu més fotos d'aquest monument · Carregueu una nova foto d'aquest monument                         |
| Edifici al carrer Colom, 53                            | BRL    | S.XVIII                                          | Teulada C. Colom, 53                                           | 38° 43′ 42″ N, 0° 06′ 05″ E / 38.728464°N,0.101309°E | 03.30.128-073 | Edifici al carrer Colom, 53 (Teulada) · Vegeu més fotos d'aquest monument · Carregueu una nova foto d'aquest monument                            |
| Edifici al carrer Dalt, 14                             | BRL    | Arquitectura medieval                            | Teulada C. Dalt, 14                                            | 38° 43′ 46″ N, 0° 06′ 10″ E / 38.729322°N,0.102810°E | 03.30.128-067 | Edifici al carrer Dalt, 14 (Teulada) · Vegeu més fotos d'aquest monument · Carregueu una nova foto d'aquest monument                             |
| Edifici al carrer de la Divina Pastora, 1              | BRL    | Arquitectura medieval                            | Teulada C. Divina Pastora, 1                                   | 38° 43′ 44″ N, 0° 06′ 07″ E / 38.728933°N,0.101961°E | 03.30.128-070 | Edifici al carrer de la Divina Pastora, 1 (Teulada) · Vegeu més fotos d'aquest monument · Carregueu una nova foto d'aquest monument              |
| Edifici al carrer de la Divina Pastora, 3              | BRL    | Arquitectura medieval                            | Teulada C. Divina Pastora, 3                                   | 38° 43′ 44″ N, 0° 06′ 07″ E / 38.728995°N,0.101956°E | 03.30.128-071 | Edifici al carrer de la Divina Pastora, 3 (Teulada) · Vegeu més fotos d'aquest monument · Carregueu una nova foto d'aquest monument              |
| Edifici al carrer Doctor Moll, 14                      | BRL    | Arquitectura medieval                            | Teulada C. Doctor Moll, 14                                     | 38° 43′ 45″ N, 0° 06′ 06″ E / 38.729165°N,0.101559°E | 03.30.128-069 | Edifici al carrer Doctor Moll, 14 (Teulada) · Vegeu més fotos d'aquest monument · Carregueu una nova foto d'aquest monument                      |
| Edifici al carrer Hostal, 1                            | BRL    | S.XVIII                                          | Teulada C. Hostal, 1                                           | 38° 43′ 44″ N, 0° 06′ 12″ E / 38.728872°N,0.103211°E | 03.30.128-074 | Edifici al carrer Hostal, 1 (Teulada) · Vegeu més fotos d'aquest monument · Carregueu una nova foto d'aquest monument                            |
| Edifici al carrer Hostal, 10                           | BRL    | Arquitectura medieval                            | Teulada C. Hostal, 10                                          | 38° 43′ 45″ N, 0° 06′ 11″ E / 38.729069°N,0.103156°E | 03.30.128-063 | Edifici al carrer Hostal, 10 (Teulada) · Vegeu més fotos d'aquest monument · Carregueu una nova foto d'aquest monument                           |
| Edifici al carrer Hostal, 11                           | BRL    | S.XVIII                                          | Teulada C. Hostal, 11                                          | 38° 43′ 46″ N, 0° 06′ 11″ E / 38.729326°N,0.103099°E | 03.30.128-076 | Edifici al carrer Hostal, 11 (Teulada) · Vegeu més fotos d'aquest monument · Carregueu una nova foto d'aquest monument                           |
| Edifici al carrer Hostal, 12                           | BRL    | Arquitectura medieval                            | Teulada C. Hostal, 12                                          | 38° 43′ 45″ N, 0° 06′ 11″ E / 38.729131°N,0.103135°E | 03.30.128-064 | Edifici al carrer Hostal, 12 (Teulada) · Vegeu més fotos d'aquest monument · Carregueu una nova foto d'aquest monument                           |
| Edifici al carrer Hostal, 18                           | BRL    | Arquitectura medieval                            | Teulada C. Hostal, 18                                          | 38° 43′ 46″ N, 0° 06′ 11″ E / 38.729359°N,0.103082°E | 03.30.128-065 | Edifici al carrer Hostal, 18 (Teulada) · Vegeu més fotos d'aquest monument · Carregueu una nova foto d'aquest monument                           |
| Edifici al carrer Hostal, 5                            | BRL    | S.XVIII                                          | Teulada C. Hostal, 5                                           | 38° 43′ 45″ N, 0° 06′ 11″ E / 38.729047°N,0.103159°E | 03.30.128-075 | Edifici al carrer Hostal, 5 (Teulada) · Vegeu més fotos d'aquest monument · Carregueu una nova foto d'aquest monument                            |
| Edifici al carrer Migdia, 8                            | BRL    | Arquitectura medieval                            | Teulada C. Migdia, 8 - c. Colom                                | 38° 43′ 44″ N, 0° 06′ 09″ E / 38.728804°N,0.102448°E | 03.30.128-066 | Edifici al carrer Migdia, 8 (Teulada) · Vegeu més fotos d'aquest monument · Carregueu una nova foto d'aquest monument                            |
| Edifici al carrer Migdia, 9                            | BRL    | S.XIX                                            | Teulada C. Migdia, 9                                           | 38° 43′ 44″ N, 0° 06′ 09″ E / 38.728861°N,0.102441°E | 03.30.128-083 | Edifici al carrer Migdia, 9 (Teulada) · Vegeu més fotos d'aquest monument · Carregueu una nova foto d'aquest monument                            |
| Edifici al carrer Sant Josep, 14                       | BRL    | S.XVIII                                          | Teulada C. Sant Josep, 14                                      | 38° 43′ 45″ N, 0° 06′ 06″ E / 38.729148°N,0.101595°E | 03.30.128-079 | Edifici al carrer Sant Josep, 14 (Teulada) · Vegeu més fotos d'aquest monument · Carregueu una nova foto d'aquest monument                       |
| Edifici al carrer Sant Josep, 3                        | BRL    | S.XVIII                                          | Teulada C. Sant Josep, 3                                       | 38° 43′ 44″ N, 0° 06′ 06″ E / 38.728900°N,0.101670°E | 03.30.128-077 | Edifici al carrer Sant Josep, 3 (Teulada) · Vegeu més fotos d'aquest monument · Carregueu una nova foto d'aquest monument                        |
| Edifici al carrer Sant Josep, 4                        | BRL    | S.XVIII                                          | Teulada C. Sant Josep, 4                                       | 38° 43′ 44″ N, 0° 06′ 06″ E / 38.728943°N,0.101705°E | 03.30.128-078 | Edifici al carrer Sant Josep, 4 (Teulada) · Vegeu més fotos d'aquest monument · Carregueu una nova foto d'aquest monument                        |
| Edifici al carrer Vives, 1                             | BRL    | Arquitectura medieval                            | Teulada C. Vives, 1                                            | 38° 43′ 45″ N, 0° 06′ 09″ E / 38.729069°N,0.102599°E | 03.30.128-068 | Edifici al carrer Vives, 1 (Teulada) · Vegeu més fotos d'aquest monument · Carregueu una nova foto d'aquest monument                             |
| Edifici a la plaça d'Espanya, 1                        | BRL    | S.XIX                                            | Teulada Pl. d'Espanya, 1                                       | 38° 43′ 45″ N, 0° 06′ 09″ E / 38.729273°N,0.102537°E | 03.30.128-081 | Edifici a la plaça d'Espanya, 1 (Teulada) · Vegeu més fotos d'aquest monument · Carregueu una nova foto d'aquest monument                        |
| Edifici a la plaça d'Espanya, 2                        | BRL    | S.XIX                                            | Teulada Pl. d'Espanya, 2                                       | 38° 43′ 45″ N, 0° 06′ 09″ E / 38.729287°N,0.102487°E | 03.30.128-082 | Edifici a la plaça d'Espanya, 2 (Teulada) · Vegeu més fotos d'aquest monument · Carregueu una nova foto d'aquest monument                        |
| Edifici a la plaça de l'Església, 1                    | BRL    | S.XVIII                                          | Teulada Pl. de l'Església, 1                                   | 38° 43′ 45″ N, 0° 06′ 08″ E / 38.729293°N,0.102361°E | 03.30.128-072 | Edifici a la plaça de l'Església, 1 (Teulada) · Vegeu més fotos d'aquest monument · Carregueu una nova foto d'aquest monument                    |
| Ermita de la Divina Pastora                            | BRL    |                                                  | Teulada                                                        | 38° 43′ 45″ N, 0° 06′ 07″ E / 38.729253°N,0.101942°E | 03.30.128-008 | Ermita de la Divina Pastora (Teulada) · Vegeu més fotos d'aquest monument · Carregueu una nova foto d'aquest monument                            |
| Ermita de la Font Santa                                | BRL    |                                                  | Teulada                                                        | 38° 42′ 55″ N, 0° 07′ 34″ E / 38.7154°N,0.126053°E   | 03.30.128-009 | Ermita de la Font Santa (Teulada) · Vegeu més fotos d'aquest monument · Carregueu una nova foto d'aquest monument                                |
| Ermita de Sant Joan Baptista                           | BRL    |                                                  | Teulada Ctra. Moraira - el Portet                              | 38° 41′ 18″ N, 0° 08′ 42″ E / 38.688408°N,0.145111°E | 03.30.128-011 | Ermita de Sant Joan Baptista (Teulada) · Vegeu més fotos d'aquest monument · Carregueu una nova foto d'aquest monument                           |
| Ermita de Sant Joan de Déu                             | BRL    |                                                  | Teulada C. Coll de Rates                                       | 38° 41′ 14″ N, 0° 07′ 36″ E / 38.687272°N,0.126633°E | 03.30.128-010 | Ermita de Sant Joan de Déu (Teulada) · Vegeu més fotos d'aquest monument · Carregueu una nova foto d'aquest monument                             |
| Ermita de Sant Vicent Ferrer i el casalici             | BRL    |                                                  | Teulada                                                        | 38° 43′ 43″ N, 0° 05′ 58″ E / 38.728494°N,0.099519°E | 03.30.128-007 | Ermita de Sant Vicent Ferrer (Teulada) · Vegeu més fotos d'aquest monument · Carregueu una nova foto d'aquest monument                           |
| Ermita de la Mare de Déu del Carme                     | BRL    |                                                  | Teulada C. del Castell                                         | 38° 41′ 13″ N, 0° 07′ 58″ E / 38.68690°N,0.13265°E   | 03.30.128-012 | Ermita de la Mare de Déu del Carme (Teulada) · Vegeu més fotos d'aquest monument · Carregueu una nova foto d'aquest monument                     |
| Església parroquial de la Mare de Déu dels Desemparats | BRL    |                                                  | Teulada                                                        | 38° 41′ 17″ N, 0° 08′ 05″ E / 38.687934°N,0.134744°E | 03.30.128-006 | Església parroquial de la Mare de Déu dels Desemparats (Teulada) · Vegeu més fotos d'aquest monument · Carregueu una nova foto d'aquest monument |
| Sala de Jurats i Justícies                             | BRL    | S.XVII                                           | Teulada                                                        | 38° 43′ 44″ N, 0° 06′ 06″ E / 38.728867°N,0.101647°E | 03.30.128-005 | Sala de Jurats i Justícies (Teulada) · Vegeu més fotos d'aquest monument · Carregueu una nova foto d'aquest monument                             |

## Tormos
| Monument                                  | Prot.?        | Estil/època            | Localització               | Coordenades                                          | Codi?         | Imatge |
| ----------------------------------------- | ------------- | ---------------------- | -------------------------- | ---------------------------------------------------- | ------------- | --- |
| Calvari                                   | BRL etnològic |                        | Tormos                     | 38° 48′ 07″ N, 0° 04′ 28″ O / 38.80194°N,0.07431°O   | 03.30.131-001 | Carregueu una nova foto d'aquest monument                                                                                          |
| Església parroquial de Sant Lluís Bertran | BRL           | Neoclassicisme S.XVIII | Tormos Pl. de l'Ajuntament | 38° 48′ 07″ N, 0° 04′ 20″ O / 38.801996°N,0.072183°O | 03.30.131-002 | Església parroquial de Sant Lluís Bertran (Tormos) · Vegeu més fotos d'aquest monument · Carregueu una nova foto d'aquest monument |

## La Vall d'Alcalà
| Monument                                                            | Prot.? | Estil/època | Localització                         | Coordenades                                          | Codi?         | Imatge |
| ------------------------------------------------------------------- | ------ | ----------- | ------------------------------------ | ---------------------------------------------------- | ------------- | --- |
| Castell de la Vall d'Alcalà                                         | BIC    |             | La Vall d'Alcalà                     | 38° 48′ 35″ N, 0° 16′ 48″ O / 38.809639°N,0.280131°O | 03.30.134-001 | Carregueu una nova foto d'aquest monument |
| Església parroquial de la Puríssima Concepció d'Alcalà de la Jovada | BRL    |             | La Vall d'Alcalà Alcalà de la Jovada | 38° 47′ 41″ N, 0° 15′ 08″ O / 38.794599°N,0.252247°O | 03.30.134-002 | Església parroquial de la Puríssima Concepció d'Alcalà de la Jovada (la Vall d'Alcalà) · Vegeu més fotos d'aquest monument · Carregueu una nova foto d'aquest monument |
| Església parroquial de la Puríssima Concepció de Beniaia            | BRL    |             | La Vall d'Alcalà Beniaia             | 38° 46′ 38″ N, 0° 16′ 07″ O / 38.77717°N,0.26864°O   | 03.30.134-003 | Església parroquial de la Puríssima Concepció de Beniaia (la Vall d'Alcalà) · Vegeu més fotos d'aquest monument · Carregueu una nova foto d'aquest monument            |

## La Vall d'Ebo
| Monument                                 | Prot.? | Estil/època   | Localització  | Coordenades                                          | Codi?         | Imatge |
| ---------------------------------------- | ------ | ------------- | ------------- | ---------------------------------------------------- | ------------- | --- |
| Castell de la Vall d'Ebo                 | BIC    | S.XI al S.XVI | La Vall d'Ebo | 38° 47′ 41″ N, 0° 10′ 22″ O / 38.79475°N,0.17270°O   | 03.30.135-002 | Carregueu una nova foto d'aquest monument                                                                                                |
| Església parroquial Sant Miguel Arcángel | BRL    |               | La Vall d'Ebo | 38° 48′ 21″ N, 0° 09′ 37″ O / 38.805840°N,0.160314°O | 03.30.135-001 | Església parroquial Sant Miguel Arcángel (la Vall d'Ebo) · Vegeu més fotos d'aquest monument · Carregueu una nova foto d'aquest monument |

## La Vall de Gallinera
| Monument                                                   | Prot.? | Estil/època                                                 | Localització                                     | Coordenades                                          | Codi?         | Imatge |
| ---------------------------------------------------------- | ------ | ----------------------------------------------------------- | ------------------------------------------------ | ---------------------------------------------------- | ------------- | --- |
| Castell d'Alcalà o de Benissili                            | BIC    | Arquitectura islàmica - Arquitectura medieval S.XI al S.XVI | La Vall de Gallinera Vora la carretera de Planes | 38° 48′ 35″ N, 0° 16′ 48″ O / 38.809639°N,0.280131°O | RI-51-0011143 | Castell d'Alcalà (la Vall de Gallinera) · Vegeu més fotos d'aquest monument · Carregueu una nova foto d'aquest monument                                           |
| Castell de Gallinera o de Benirrama                        | BIC    | Arquitectura islàmica - Arquitectura medieval               | La Vall de Gallinera Turó elevat de Benirrama    | 38° 50′ 16″ N, 0° 10′ 58″ O / 38.83778°N,0.182857°O  | RI-51-0011144 | Castell de Gallinera o de Benirrama (la Vall de Gallinera) · Vegeu més fotos d'aquest monument · Carregueu una nova foto d'aquest monument                        |
| Antic convent de Pares Franciscans de Benissivà i Benitaia | BRL    |                                                             | La Vall de Gallinera                             |                                                      | 03.30.136-018 | Antic convent de Pares Franciscans de Benissivà i Benitaia (la Vall de Gallinera) · Vegeu més fotos d'aquest monument · Carregueu una nova foto d'aquest monument |
| Església de l'Assumpció d'Alpatró                          | BRL    |                                                             | La Vall de Gallinera Alpatró                     | 38° 49′ 18″ N, 0° 15′ 43″ O / 38.821663°N,0.261875°O | 03.30.136-014 | Església de l'Assumpció d'Alpatró (la Vall de Gallinera) · Vegeu més fotos d'aquest monument · Carregueu una nova foto d'aquest monument                          |
| Església de Sant Francesc de Borja de la Carroja           | BRL    |                                                             | La Vall de Gallinera La Carroja                  | 38° 49′ 16″ N, 0° 14′ 36″ O / 38.821211°N,0.243300°O | 03.30.136-015 | Església de Sant Francesc de Borja de la Carroja (la Vall de Gallinera) · Vegeu més fotos d'aquest monument · Carregueu una nova foto d'aquest monument           |
| Església parroquial de Sant Miquel Arcàngel de Benissivà   | BRL    |                                                             | La Vall de Gallinera Benissivà                   | 38° 49′ 12″ N, 0° 13′ 34″ O / 38.820049°N,0.226249°O | 03.30.136-017 | Església parroquial de Sant Miquel Arcàngel de Benissivà (la Vall de Gallinera) · Vegeu més fotos d'aquest monument · Carregueu una nova foto d'aquest monument   |
| Església parroquial de Sant Pasqual Bailón de Benissili    | BRL    |                                                             | La Vall de Gallinera Benissili                   | 38° 49′ 07″ N, 0° 16′ 34″ O / 38.818570°N,0.276037°O | 03.30.136-008 | Església parroquial de Sant Pasqual Bailón de Benissili (la Vall de Gallinera) · Vegeu més fotos d'aquest monument · Carregueu una nova foto d'aquest monument    |
| Església parroquial de Sant Roc de Benialí                 | BRL    |                                                             | La Vall de Gallinera Benialí                     | 38° 49′ 20″ N, 0° 13′ 19″ O / 38.822358°N,0.221859°O | 03.30.136-016 | Església parroquial de Sant Roc de Benialí (la Vall de Gallinera) · Vegeu més fotos d'aquest monument · Carregueu una nova foto d'aquest monument                 |
| Església parroquial de Sant Cristòfor de Benirrama         | BRL    |                                                             | La Vall de Gallinera Benirrama                   | 38° 49′ 54″ N, 0° 11′ 49″ O / 38.831567°N,0.196990°O | 03.30.136-013 | Església parroquial de Sant Cristòfor de Benirrama (la Vall de Gallinera) · Vegeu més fotos d'aquest monument · Carregueu una nova foto d'aquest monument         |

## La Vall de Laguar
| Monument                                                      | Prot.?        | Estil/època | Localització                         | Coordenades                                          | Codi?         | Imatge |
| ------------------------------------------------------------- | ------------- | ----------- | ------------------------------------ | ---------------------------------------------------- | ------------- | --- |
| Torre de la Casota                                            | BIC           |             | La Vall de Laguar Propera al Campell | 38° 46′ 46″ N, 0° 06′ 21″ O / 38.77943°N,0.10584°O   | RI-51-0010513 | Torre de la Casota (la Vall de Laguar) · Vegeu més fotos d'aquest monument · Carregueu una nova foto d'aquest monument                                            |
| Castell de Laguar, o Castell de les Atzahares                 | BIC           |             | La Vall de Laguar Turó elevat        | 38° 46′ 05″ N, 0° 08′ 49″ O / 38.768164°N,0.146989°O | RI-51-0010533 | Carregueu una nova foto d'aquest monument |
| Calvari de Campell                                            | BRL etnològic |             | La Vall de Laguar                    |                                                      | 03.30.137-002 | Carregueu una nova foto d'aquest monument |
| Església parroquial de Sant Cosme i Sant Damià de Benimaurell | BRL           |             | La Vall de Laguar Benimaurell        | 38° 46′ 24″ N, 0° 07′ 36″ O / 38.773289°N,0.126603°O | 03.30.137-003 | Església parroquial de Sant Cosme i Sant Damià de Benimaurell (la Vall de Laguar) · Vegeu més fotos d'aquest monument · Carregueu una nova foto d'aquest monument |
| Església parroquial de Sant Abdó i Sant Senén de Fleix        | BRL           |             | La Vall de Laguar Fleix              | 38° 46′ 38″ N, 0° 06′ 34″ O / 38.777173°N,0.109534°O | 03.30.137-004 | Església parroquial de Sant Abdó i Sant Senén de Fleix (la Vall de Laguar) · Vegeu més fotos d'aquest monument · Carregueu una nova foto d'aquest monument        |
| Església parroquial de Santa Anna de Campell                  | BRL           |             | La Vall de Laguar Campell            | 38° 46′ 49″ N, 0° 06′ 08″ O / 38.780158°N,0.102323°O | 03.30.137-005 | Església parroquial de Santa Anna de Campell (la Vall de Laguar) · Vegeu més fotos d'aquest monument · Carregueu una nova foto d'aquest monument                  |

## El Verger
| Monument                                        | Prot.? | Estil/època                  | Localització                                     | Coordenades                                          | Codi?         | Imatge |
| ----------------------------------------------- | ------ | ---------------------------- | ------------------------------------------------ | ---------------------------------------------------- | ------------- | --- |
| Torre del Blanc de Morell                       | BIC    | S.XIII-XV                    | El Verger Medi rural                             | 38° 51′ 04″ N, 0° 00′ 15″ O / 38.851033°N,0.004044°O | RI-51-0009287 | Torre del Blanc de Morell (el Verger) · Vegeu més fotos d'aquest monument · Carregueu una nova foto d'aquest monument                       |
| Torre del Comendador, o Palau de Medinaceli     | BIC    | S.XIV origen; S.XV-XVI torre | El Verger C. Sant Cristòfol, cantonada c. Abadia | 38° 50′ 34″ N, 0° 00′ 36″ E / 38.842903°N,0.010103°E | RI-51-0009288 | Torre del Comendador (el Verger) · Vegeu més fotos d'aquest monument · Carregueu una nova foto d'aquest monument                            |
| Casa fortificada                                | BIC    |                              | El Verger En el poble                            | 38° 50′ 31″ N, 0° 00′ 37″ E / 38.842014°N,0.010161°E | 03.30.138-016 | Casa fortificada (el Verger) · Vegeu més fotos d'aquest monument · Carregueu una nova foto d'aquest monument                                |
| Església parroquial de la Mare de Déu del Roser | BRL    | S.XVIII                      | El Verger Pl. de l'Església                      | 38° 50′ 34″ N, 0° 00′ 36″ E / 38.842853°N,0.009862°E | 03.30.138-001 | Església parroquial de la Mare de Déu del Roser (el Verger) · Vegeu més fotos d'aquest monument · Carregueu una nova foto d'aquest monument |
| Habitatge al carrer Sant Lluís, 28              | BRL    |                              | El Verger                                        | 38° 50′ 31″ N, 0° 00′ 33″ E / 38.84201°N,0.00924°E   | 03.30.138-013 | Carregueu una nova foto d'aquest monument                                                                                                   |

## Xàbia
| Monument                                                       | Prot.? | Estil/època | Localització                       | Coordenades                                             | Codi?         | Imatge |
| -------------------------------------------------------------- | ------ | --- | ---------------------------------- | ------------------------------------------------------- | ------------- | --- |
| Església parroquial de Sant Bertomeu Apòstol                   | BIC    | Gòtic S.XIV torre-absis (1304 muralles); S.XVI (1513) inici església, (1531) campanar, (1592) data en portada; S.XVII (1659) elevació del campanar; S.XVIII (1761-1770) sagristia nova; S.XVIII-XIX capella Comunió, (1844) portada | Xàbia Pl. Església                 | 38° 47′ 21″ N, 0° 09′ 48″ E / 38.789203°N,0.163383°E    | RI-51-0000368 | Església parroquial de San Bartomeu Apòstol (Xàbia) · Vegeu més fotos d'aquest monument · Carregueu una nova foto d'aquest monument |
| Torre Albardesa                                                | BIC    | S.XVI-XVII | Xàbia Partida Albardesa, 13        | 38° 46′ 30″ N, 0° 10′ 52″ E / 38.77503°N,0.18114°E      | RI-51-0009194 | Carregueu una nova foto d'aquest monument                                                                                           |
| Torre Bolufer                                                  | BIC    | S.XII-XIII | Xàbia Camí de la Fontana           | 38° 46′ 59″ N, 0° 10′ 23″ E / 38.78306°N,0.17292°E      | RI-51-0009196 | Torre Bolufer (Xàbia) · Vegeu més fotos d'aquest monument · Carregueu una nova foto d'aquest monument                               |
| Torre Capsades                                                 | BIC    | S.XVI (1553-1554) | Xàbia Tossal de Capsades           |                                                         | RI-51-0009266 | Carregueu una nova foto d'aquest monument                                                                                           |
| Torre d'Ambolo, Torre del Descobridor                          | BIC    | S.XV | Xàbia Punta d'Ambolo               | 38° 43′ 43″ N, 0° 12′ 56″ E / 38.728633°N,0.215455°E    | RI-51-0009195 | Torre d'Ambolo (Xàbia) · Vegeu més fotos d'aquest monument · Carregueu una nova foto d'aquest monument                              |
| Torre de Portitxol, Torre del Cap Prim                         | BIC    | Gòtic S.XVIII | Xàbia Propera al Cap de Sant Martí | 38° 45′ 31″ N, 0° 12′ 43″ E / 38.758612°N,0.211874°E    | RI-51-0009199 | Torre de Portitxol (Xàbia) · Vegeu més fotos d'aquest monument · Carregueu una nova foto d'aquest monument                          |
| Torre de la Granadella                                         | BIC    | | Xàbia Cala la Granadella           | 38° 43′ 32″ N, 0° 11′ 56″ E / 38.725506°N,0.198947°E    | RI-51-0009197 | Torre de la Granadella (Xàbia) · Vegeu més fotos d'aquest monument · Carregueu una nova foto d'aquest monument                      |
| Torre Pelleter o del Pardalet                                  | BIC    | | Xàbia C. Liverpool                 | 38° 47′ 07″ N, 0° 10′ 22″ E / 38.785230°N,0.172752°E    | RI-51-0009198 | Torre Pelleter (Xàbia) · Vegeu més fotos d'aquest monument · Carregueu una nova foto d'aquest monument                              |
| Torre Torroner                                                 | BIC    | | Xàbia Vora el llit del riu Gorgos  | 38° 46′ 56″ N, 0° 10′ 06″ E / 38.7823354°N,0.16825769°E | RI-51-0009200 | Torre Torroner (Xàbia) · Vegeu més fotos d'aquest monument · Carregueu una nova foto d'aquest monument                              |
| Casa Bover o Catalá                                            | BRL    | S.XIX; S.XX | Xàbia Av. Joan Carles I, 62        | 38° 47′ 34″ N, 0° 10′ 15″ E / 38.792683°N,0.170891°E    | 03.30.082-039 | Casa Bover (Xàbia) · Vegeu més fotos d'aquest monument · Carregueu una nova foto d'aquest monument                                  |
| Casa Escrivà (Hemeroscopea)                                    | BRL    | S.XX | Xàbia Av. del Port, 13             | 38° 47′ 38″ N, 0° 10′ 20″ E / 38.79400°N,0.17224°E      | 03.30.082-038 | Casa Escrivà (Xàbia) · Vegeu més fotos d'aquest monument · Carregueu una nova foto d'aquest monument                                |
| Caseta de Don Juan Tena                                        | BRL    | S.XIX | Xàbia C. Jurats, 9                 | 38° 47′ 20″ N, 0° 09′ 21″ E / 38.78891°N,0.15573°E      | 03.30.082-036 | Caseta de Don Juan Tena (Xàbia) · Vegeu més fotos d'aquest monument · Carregueu una nova foto d'aquest monument                     |
| Ermita de Jesús Natzaré                                        | BRL    | S.XIX (1848-1856) capella; S.XIX-XX (1858-1926) calvari | Xàbia Ctra. a Dénia                | 38° 47′ 34″ N, 0° 09′ 33″ E / 38.7927916°N,0.159057°E   | 03.30.082-022 | Ermita de Jesús Natzaré (Xàbia) · Vegeu més fotos d'aquest monument · Carregueu una nova foto d'aquest monument                     |
| Ermita de Sant Joan                                            | BRL    | | Xàbia                              | 38° 47′ 10″ N, 0° 09′ 30″ E / 38.78621°N,0.15830°E      | 03.30.082-033 | Ermita de Sant Joan (Xàbia) · Vegeu més fotos d'aquest monument · Carregueu una nova foto d'aquest monument                         |
| Ermita del Pilar i Casa Conejo                                 | BRL    | | Xàbia                              |                                                         | 03.30.082-011 | Carregueu una nova foto d'aquest monument                                                                                           |
| Ermita de la Mare de Déu del Pòpul                             | BRL    | | Xàbia El Pòpul                     | 38° 47′ 40″ N, 0° 07′ 04″ E / 38.79452°N,0.11771°E      | 03.30.082-020 | Ermita de la Mare de Déu del Pòpul (Xàbia) · Vegeu més fotos d'aquest monument · Carregueu una nova foto d'aquest monument          |
| La Sultana                                                     | BRL    | S.XIX | Xàbia C. Benigànim, 12             | 38° 47′ 42″ N, 0° 10′ 13″ E / 38.79512°N,0.17039°E      | 03.30.082-037 | La Sultana (Xàbia) · Vegeu més fotos d'aquest monument · Carregueu una nova foto d'aquest monument                                  |
| Molins de vent                                                 | BRL    | S.XIV-XIX | Xàbia Zona de la Plana             | 38° 48′ 00″ N, 0° 10′ 08″ E / 38.80001°N,0.16883°E      | 03.30.082-015 | Molins de vent (Xàbia) · Vegeu més fotos d'aquest monument · Carregueu una nova foto d'aquest monument                              |
| Monestir de la Mare de Déu dels Àngels                         | BRL    | | Xàbia                              | 38° 48′ 18″ N, 0° 10′ 22″ E / 38.80510°N,0.17264°E      | 03.30.082-034 | Monestir de la Mare de Déu dels Àngels (Xàbia) · Vegeu més fotos d'aquest monument · Carregueu una nova foto d'aquest monument      |
| Monestir Sant Felip Neri i Santa Mònica, o Convent d'Agustines | BRL    | | Xàbia Pl. del Convent, 8           | 38° 47′ 17″ N, 0° 09′ 38″ E / 38.788007°N,0.160454°E    | 03.30.082-023 | Monestir Sant Felip Neri i Santa Mònica (Xàbia) · Vegeu més fotos d'aquest monument · Carregueu una nova foto d'aquest monument     |

## Xaló
| Monument                           | Prot.? | Estil/època                | Localització           | Coordenades                                          | Codi?         | Imatge |
| ---------------------------------- | ------ | -------------------------- | ---------------------- | ---------------------------------------------------- | ------------- | --- |
| Ermita de Sant Doménec             | BRL    |                            | Xaló                   | 38° 44′ 33″ N, 0° 00′ 41″ O / 38.7425°N,0.011389°O   | 03.30.081-010 | Ermita de Sant Doménec (Xaló) · Vegeu més fotos d'aquest monument · Carregueu una nova foto d'aquest monument             |
| Església parroquial de Santa Maria | BRL    | Neoclassicisme S.XVIII-XIX | Xaló Pl. de l'Església | 38° 44′ 27″ N, 0° 00′ 43″ O / 38.740861°N,0.011839°O | 03.30.081-009 | Església parroquial de Santa Maria (Xaló) · Vegeu més fotos d'aquest monument · Carregueu una nova foto d'aquest monument |